# NFKBIB
NFKBIB (англ. NFKB inhibitor beta) – білок, який кодується однойменним геном, розташованим у людей на короткому плечі 19-ї хромосоми. Довжина поліпептидного ланцюга білка становить 356 амінокислот, а молекулярна маса — 37 771.
| 10         |  | 20         |  | 30         |  | 40         |  | 50         |
| ---------- |  | ---------- |  | ---------- |  | ---------- |  | ---------- |
| MAGVACLGKA |  | ADADEWCDSG |  | LGSLGPDAAA |  | PGGPGLGAEL |  | GPGLSWAPLV |
| FGYVTEDGDT |  | ALHLAVIHQH |  | EPFLDFLLGF |  | SAGTEYMDLQ |  | NDLGQTALHL |
| AAILGETSTV |  | EKLYAAGAGL |  | CVAERRGHTA |  | LHLACRVGAH |  | ACARALLQPR |
| PRRPREAPDT |  | YLAQGPDRTP |  | DTNHTPVALY |  | PDSDLEKEEE |  | ESEEDWKLQL |
| EAENYEGHTP |  | LHVAVIHKDV |  | EMVRLLRDAG |  | ADLDKPEPTC |  | GRSPLHLAVE |
| AQAADVLELL |  | LRAGANPAAR |  | MYGGRTPLGS |  | AMLRPNPILA |  | RLLRAHGAPE |
| PEGEDEKSGP |  | CSSSSDSDSG |  | DEGDEYDDIV |  | VHSSRSQTRL |  | PPTPASKPLP |
| DDPRPV     |  |            |  |            |  |            |  |            |

A: Аланін

C: Цистеїн

D: Аспарагінова кислота

E: Глутамінова кислота

F: Фенілаланін

G: Гліцин

H: Гістидин

I: Ізолейцин

K: Лізин

L: Лейцин

M: Метіонін

N: Аспарагін

P: Пролін

Q: Глутамін

R: Аргінін

S: Серин

T: Треонін

V: Валін

W: Триптофан

Кодований геном білок за функцією належить до фосфопротеїнів. 
Задіяний у такому біологічному процесі, як альтернативний сплайсинг. 
Локалізований у цитоплазмі, ядрі.